# Aurélia de Sousa
María Aurélia Martins de Sousa (Valparaíso, 13 de junio de 1866-Oporto, 26 de mayo de 1922) fue una pintora chileno-portuguesa.
Sus padres ―António Martins de Sousa y Olinda Peres― habían emigrado desde Oporto (Portugal) primero a Brasil y después a Chile. En 1869 ―cuando Aurélia tenía tres años de edad― se mudaron de vuelta a Oporto.
Con el dinero que habían ahorrado en Latinoamérica, la familia compró una granja, Quinta da China, en la margen norte del río Duero, cerca de Oporto, donde se establecieron. En 1874 falleció su padre. En 1880 su madre se volvió a casar. Su segundo hermano nació de este matrimonio.
En 1893 ―a los 17 años― Aurélia comenzó sus clases de dibujo y pintura con António da Costa Lima, un antiguo discípulo de Roquemont, y pintó su primer autorretrato en 1889. Fue discípula de João Marques de Oliveira, quien influyó grandemente en su estilo.
Cuatro años más tarde, ella y su hermana Sofía Martins de Sousa (1870-1960) fueron inscritas en Dibujo Histórico, en la Academia de Bellas Artes de Oporto.
Entre 1893 y 1896 participó en varias exposiciones, entre ellas: las exposiciones de la Academia de Bellas Artes de Oporto School Students Obras Worth de mención (1893-1896), las exposiciones de Bellas Artes del Ateneu Comercial do Porto (1893-1895) y otros eventos organizados por António José da Costa, Marques de Oliveira y Júlio Costa. En el año académico 1896-1897 cursó el primer y segundo año del curso de Pintura Histórica, en la Academia de Bellas Artes de Oporto. En 1897-1898 cursó el tercer año con una calificación final de 16 sobre 20. En octubre de 1898 se matriculó en el cuarto año, pero no lo terminó.
En 1899, a falta de una subvención del Estado, pero con el apoyo financiero de su hermana mayor, Helena Sousa Dias (que se había casado con el empresario José Augusto Dias), Aurélia se trasladó a París (Francia) para estudiar pintura. Viajó tres años por Europa, y en 1901 regresó finalmente a Oporto.
Durante los tres años que vivió en París, asistió a cursos de Jean-Paul Laurens y Jean-Joseph Benjamin-Constant en la Academia Julian. Fue compañera de cursos de Vincent van Gogh. En esta época expuso y vendió algunas de sus obras, envió estudios al maestro Marques de Oliveira para que pudiera evaluar su progreso en arte y viajó a Bretaña (en la costa noroeste francesa).
En 1900 pintó su obra más conocida: Autorretrato, en el que se la ve con un abrigo rojo. En la actualidad esa obra se encuentra en el Museo Nacional Soares dos Reis.
Ese mismo año (1900), su hermana Sofía de Sousa se reunió con ella en Francia, gracias al apoyo de otra hermana, María Estela de Sousa (quien se había casado con Vasco Ortigão Sampaio). Ambas comenzaron a asistir a la Academia en 1900 y 1901. En 1902, antes de regresar a Portugal, las dos hermanas viajaron por Europa: visitaron Bélgica, Alemania, Italia y España. Visitaron varios museos, que despertaron el gusto de Aurélia por la pintura flamenca.

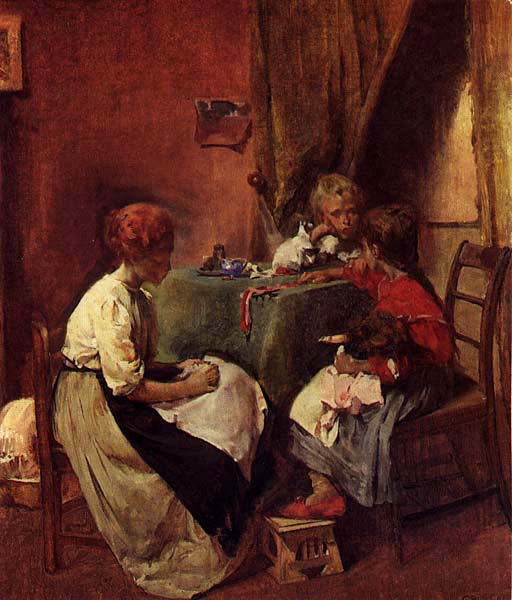
Escena familiar (1911) de Aurélia de Sousa.

En 1907 fue invitada por António Teixeira Lopes para presidir la Sociedad de Bellas Artes de Oporto, pero ella declinó la invitación. En los años que siguieron, ella participó en las exposiciones anuales de la Sociedad de Bellas Artes de Oporto (1909-1911), expuso en la Misericordia (1908-1909 y 1911-1912) y el Palacio de Cristal (1917 y 1933) Galerías, en Oporto, y en la Sociedad Nacional de Bellas Artes, en Lisboa (1916-1921).
En 1921 abandonó su membresía de la Sociedad de Bellas Artes de Oporto, como una protesta contra el aumento de las cuotas de los miembros y la falta de una sala de exposiciones.
Además de su trabajo como pintora, Aurélia trabajó en las ilustraciones para la revista Portugália, Materiais para o Estudo do Povo Português (1899-1905), Elegia Pantheista a uma Mosca, de M. Duarte de Almeida (1874-1889) y para el libro de cuentos Perfis Suaves, escrito por Júlio Brandão.
Aurélia tenía una salud débil, y murió en su casa en Quinta da China, el 26 de mayo de 1922, a la edad de 55 años.
En su trabajo se puede ver que fue influenciada por los estilos más innovadores que vio en Francia. Ella pintó en un estilo naturalista personal, a veces realista, impresionista o posimpresionistas. Sus temas incluyen retratos, paisajes y escenas de la vida cotidiana.